# Cedric Honings
Cedric Honings (Genk, 3 februari 1999) is een Belgische gitarist. In 2019 studeerde hij aan het Koninklijk Conservatorium Brussel waar hij Gitaar en Muziekschriftuur volgde.
Honings won in 2013 de 1e prijs van het Nicolas Alfonso Brussels International Guitar Festival. In 2014 won hij de 1e prijs, publieksprijs en masterclassprijs van de selectieronde voor het Prinses Christina Concours. In datzelfde jaar ontving hij ook de 1e prijs op het Antwerpen Gitaarfestival.
In de zomer van 2015 nam hij samen met gitarist en componist Roland Chadwick, die hem zijn nieuw muziekstuk Tiny Wooden Gods toevertrouwde, een aantal stukken op ten behoeve van een eerste album. Nadien nam hij in de studio van zijn toenmalige gitaarleerkracht Karel Ooms nog drie extra klassieke werken op. In 2017 werd het album uitgebracht onder de naam Tiny Wooden Gods.
Ondertussen bracht Honings ook zijn eerste single, Song of Hope, uit. Dit is een transcriptie van eigen hand van de stadshymne uit Symphony No.1 van Kevin Houben.